# Szirák
Szirák là một thị trấn thuộc hạt Nógrád, Hungary. Thị trấn này có diện tích 19,09 km², dân số năm 2010 là 1129 người, mật độ 59 người/km².